# Citadelle d'Entrevaux
La citadelle d'Entrevaux est une citadelle située à Entrevaux, en France.

## Description
Le site est construit sur les flancs d'un éperon rocheux dominant le village d'Entrevaux, dans un méandre du fleuve Var. Le chemin piéton qui monte depuis le village, unique voie d'accès au fort, est long de 800m, étagé sur 9 rampes et compte un dénivelé de 156 m.

## Localisation

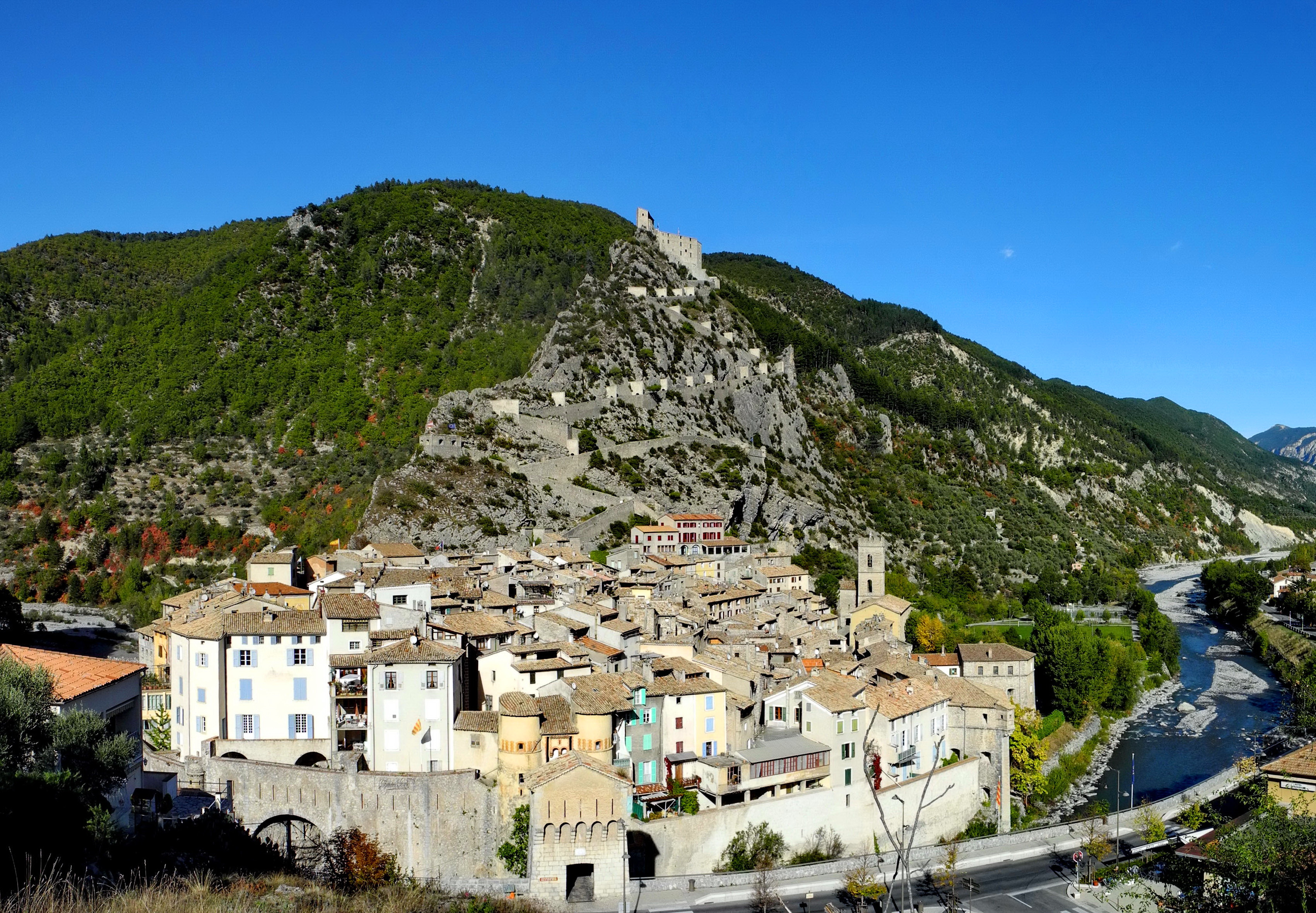
Vue générale du village et du fort, formant ensemble la citadelle d'Entrevaux.

La citadelle est située sur la commune d'Entrevaux, dans le département français des Alpes-de-Haute-Provence.

## Historique
Quelques années avant le début de l’ère chrétienne, est fondée la cité de Glanate, située quelques mètres en aval du village actuel. L’insécurité constante du Moyen Âge conduisit la population à migrer sur le site actuel de la citadelle, facile à défendre et à fortifier. Les barons de Glandevès, famille provençale, allaient lier leur destin durablement à celui du comté de Provence.
Entrevaux, devenue ville frontière entre Savoie et Provence, entrait dans l’histoire militaire pour cinq siècles jusqu’au rattachement du comté de Nice à la France en 1860.
En 1536, Charles Quint, roi d'Espagne et empereur d'Autriche, attaque François Ier. Son armée de 50 000 hommes envahit alors la Provence. Entrevaux est prise en août mais, à peine un mois plus tard, la ville se libère d'elle-même, avec l'aide de son célèbre barbier : alors qu'il rasait le gouverneur espagnol, il lui tranche la gorge, ce qui donna le signal de la révolte générale. Les ponts-levis sont montés et l'occupant est massacré à l'intérieur de la cité par ce qu'il reste de population.
Après la victoire du territoire en septembre de la même année, le dauphin, puis le roi, déclarèrent Entrevaux "ville royale" et l'exempteront des "tailles, emprunts, services et devoirs".
En 1624, les remparts de la citadelle sont renforcés par Richelieu.  
Entre 1683 et 1702, le bastion et diverses fortifications sont renforcés par Sébastien Le Prestre de Vauban.
En 1704, pendant la guerre de succession d’Espagne, la forteresse résiste victorieusement aux assauts des troupes du duc de Savoie, allié de l’empereur d’Autriche.
Jusqu'en 1860, la ville, et particulièrement la citadelle, représente une frontière vers la vallée du Var et les exploits passés de ses habitants ainsi que son architecture font de la cité une place réputée inexpugnable.
Pendant la guerre de 1914-1918, le fort accueillit des officiers allemands prisonniers. Ce fut sa dernière mission militaire.
L'édifice est classé et inscrit au titre des monuments historiques en 1921, 1927 et 1937,.